# Другий Нікейський собор

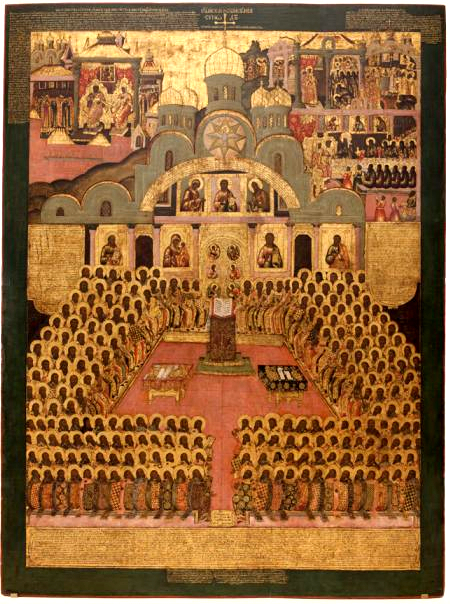
Сьомий Вселенський Собор
(ікона XVII століття, Новодівочий монастир)

Дру́гий Ніке́йський собо́р або Сьомий Вселенський собор — Вселенський собор християнської церкви, що відбувся з 24 вересня по 13 жовтня 787 року в Нікеї. Собор вважається Сьомим вселенським собором і визнається католицькою та православною церквами.

## Учасники собору
У соборі взяли участь 335 єпископів (тільки 14 з Заходу) під номінальним керівництвом папських легатів і фактично патріарха Тарасія. Були відсутні патріархи Олександрійський, Антиохійський і Єрусалимський, території яких перебували під владою мусульман.

## Поставлені перед собором завдання
Основним завданням Собору стало припинення іконоборства. Після певних вагань до Собору було допущено єпископів, що виступали за необхідність іконоборства, але більшість вирішила усунути з кафедр єпископів, що в минулому переслідували іконошанувальників.

## Перебіг собору
З 24 вересня по 13 жовтня відбулося сім засідань собору, які проходили в місті Нікея.
Окрім цих семи засідань деякі історичні джерела називають також «восьму сесію», яка, начебто, відбулася в Константинополі в палаці Магнаура 23 жовтня 787. При чому, це засідання проходило нібито в присутності імператриці Ірини та її сина Костянтина VI. Інші джерела повідомляють, що імператорська сім'я безпосередньо на соборі присутня не була, а її
представляли посадові особи — логофет стратіотиків Іоанн та патрикій Петрона. 
Однак, історик-дослідник Еріх Ламберц стверджує, що ця «сесія» є підробкою кінця IX століття з метою підкреслити ролі імператорів на Шостому Вселенському соборі, так, як це було на його попередниках.

## Результати собору
Найголовнішим підсумком роботи собору став догмат про іконошанування, викладений в оросі собору. У цьому документі відновлювалося шанування ікон і дозволялося вживати в церквах і будинках ікони Господа Ісуса Христа, Божої Матері, ангелів і святих, вшановуючи їх «шанобливим уклоном»:
Не вводячи нічого нового, ми недоторканними зберігаємо всі церковні передання, утверджені письмово чи не письмово, звідки й зображення іконописні, як ті, що не суперечать проповіді Євангельській, є корисними і служать нам утвердженням в істинному, а не в уявному втіленні Бога Слова. І те, що одними розкривається, іншими без сумніву сприймається.
І ми, ніби маючи перед собою цю путь царську (Царя Небесного), наслідуючи божественне вчення святих отців і передання Кафоличної Церкви (бо знаємо, що Вона є повнотою Духа Святого, який живе в Ній), визначаємо, щоб святі та чесні ікони пропонувалися для поклоніння так само, як зображення чесного животворящого Хреста, чи будуть вони написані фарбами, чи виготовлені з мозаїки, чи будь-якої іншої речовини, і чи будуть знаходитися у святих церквах божих на освячених посудинах та одязі, на стінах і дошках, у будинках чи біля доріг, а також чи будуть це ікони Господа Ісуса Христа, чи Владичиці Богородиці, чи чесних ангелів і всіх святих і праведних мужів.
Бо часто так буває, що через зображене на іконах, до яких звертаються очима, возносяться до первообразу і вшановують його цілуванням і шанобливим уклоном; але не є це істинним богопоклонінням, яке, за нашою вірою, належить віддавати Єдиному по природі божеству, тобто поклонятися за тим образом, як ми поклоняємося святому й животворящому Хресту й святому Євангелію, та іншим святиням, фіміамом віддаємо шану й поставленням свічок, за благочестивим звичаєм, який і був у давніх.
Тому що шанування, яке образу ми віддаємо, до первообразу переходить, і хто іконі поклоняється, поклоняється істоті, яка зображена на ній. Таким чином утвердиться вчення святих отців наших, котре виражають передання Кафоличної Церкви, Яка від краю й до краю землі проповідує Євангеліє.

— Догмат 367-ти Святих отців Сьомого Вселенського Собору 787 року в Константинополі про іконошанування
Іконоборство було засуджено як єресь. Шанування ікон (поклоніння їм, запалення свічок і кадіння перед ними) визнано за ортодоксальні практики. Однак, було підкреслено, що поклоніння стосується особи, зображеної на іконі, а не її образу.
Були також встановлені правила для створення ікон, що виключали свободу і дозволи написання ікон лише духівникам. Зокрема було вирішено, що зображені на іконах постаті повинні мати великі широко відкриті очі, все тіло одягнене, а відкрите лише обличчя та іноді долоні. Фігури повинні бути обведені чорним контуром, святі повинні мати довгі бороди.
Собор не зміг остаточно зупинити рух іконоборців. Це було зроблено тільки на Константинопольському соборі 843 року за візантійської імператриці Феодори.